# イワヒゲ

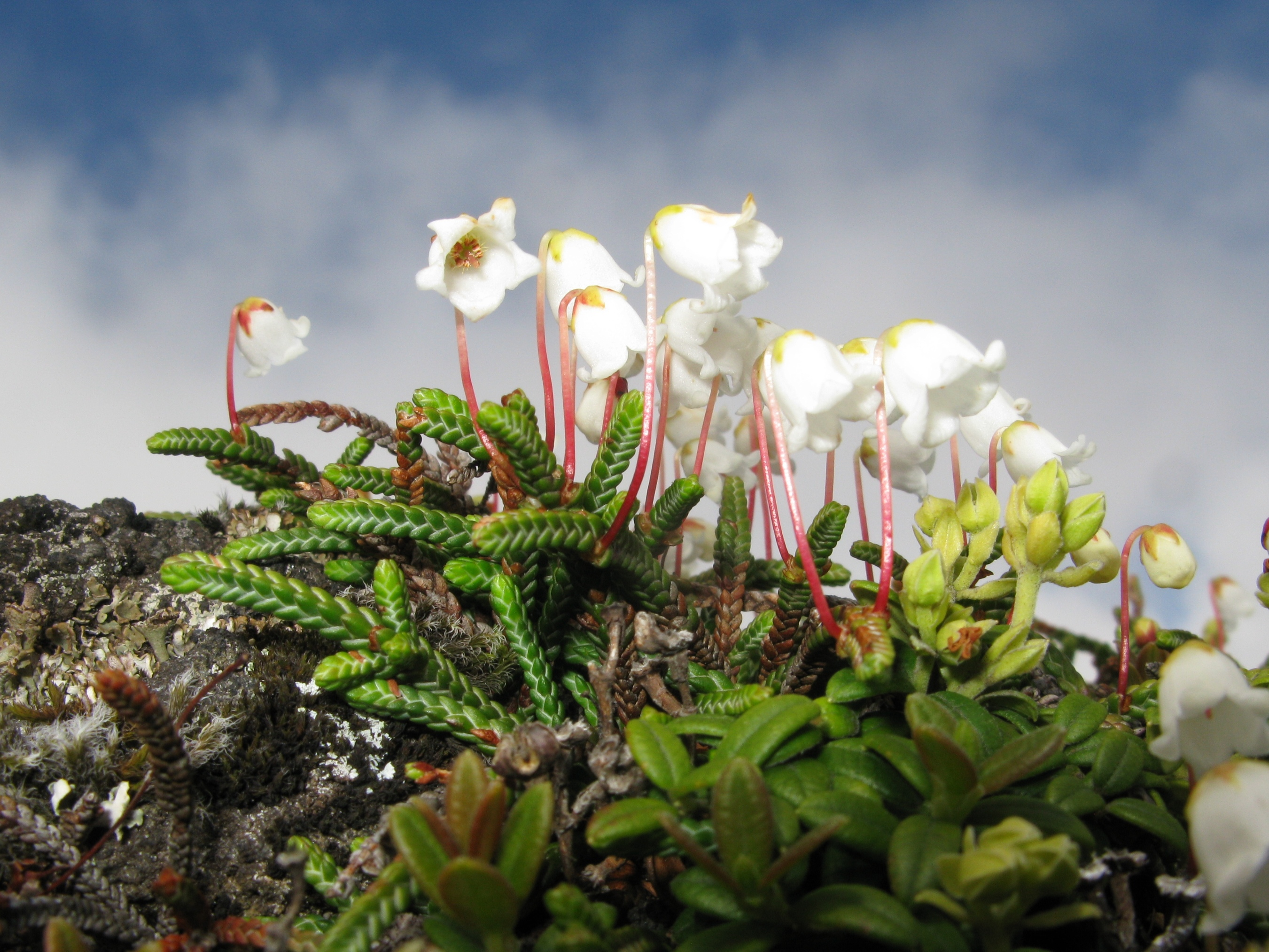
短枝から細長い花柄を伸ばす。花冠の先が浅く5裂し、裂片は反り返る。（山形県鳥海山）

イワヒゲ（岩髭、学名：Cassiope lycopodioides (Pall.) D.Don）は、ツツジ科イワヒゲ属に分類される草本状の常緑矮性小低木の一種。高山植物。

## 特徴
高さは10cm程度。茎は分枝して緑色のひも状になり、葉は鱗片状に重なって茎に密着し、ており、ヒノキの葉のように見える。
花期は7-8月。茎の上部の鱗片状の葉腋から短枝を出し、先から長さ2-3cmの細長い花柄を伸ばし立ち上がる。その先に下向きの花を1個つける。萼片は長さ2mmの卵形で、先は円い。花冠は白色で、長さ7mmの鐘形になり、花冠の先が浅く5裂し、裂片は反り返る。雄蕊は10個で、花糸は無毛。花柱は1個で糸状になり、花柱は小さい。果実は蒴果で径3mmの球状になり、4-5室に分かれ、上向きにつく。

## 分布と生育環境
日本、千島列島、カムチャツカ、アラスカに分布する。
日本では、本州中部地方以北、北海道に分布し、高山帯の風当たりの強い岩場の裂け目などに張り付くように生える。

## 和名の由来
和名のイワヒゲは、岩の間などの岩礫地に生え、茎がヒゲ（髭）のように細く見えることから付けられた。